# بود اوگوستووسکیه
بود اوگوستووسکیه (به لهستانی:  Budy Augustowskie) یک روستا در لهستان است که در گمینا گرابوف ناد پیلیتسان واقع شده‌است. بود اوگوستووسکیه ۹۰ نفر جمعیت دارد.